# Nudi e crudi (programma televisivo)
Nudi e crudi (Naked and Afraid) è un reality show statunitense che va in onda su Discovery Channel dove ha esordito il 23 giugno 2013. Il programma è trasmesso in Italia da DMAX e Nove.

## Caratteristiche
Ogni episodio racconta la vita di due esperti di sopravvivenza, un uomo e una donna, che si incontrano per la prima volta e hanno il compito di sopravvivere nudi per un periodo di 21 giorni in un luogo ostile. Dopo essersi incontrati nel luogo assegnato, i partner devono cercare di procurarsi acqua, cibo, riparo e vestiario per sopravvivere all'interno dell'ambiente.
I due partecipanti hanno due aiuti: possono portare un oggetto utile con sé, ponendolo in una bisaccia, come ad esempio un machete, una zanzariera, una pentola o un acciarino, e possono contattare i cameramen per avere cure mediche, o per comunicare la volontà di arrendersi e tornare a casa. Possono portare con sé anche una mappa del luogo e una telecamera compatta per riprese personali. Partono con un punteggio di abilità ed esperienza che può al termine della trasmissione essere ridimensionato o accresciuto in base ai progressi o ai difetti della loro performance.